# Fernando De la Peña
Fernando De la Peña Márquez (nacido el 19 de abril de 1956 en Río de Oro, Cesar) es un político colombiano, quién ejerció como representante a la cámara por el departamento del Cesar.

## Biografía
De la Peña se inició trabajando en el sector privado como Jefe de Relaciones Industriales del Frigorífico de La Gloria S.A., entre los años 1978 y 1983, luego fue Jefe de Relaciones Industriales de M.R. de Inversiones Ltda., entre 1984 y 1987. 
El salto al sector público lo dio en 1988 cuando se lanzó a la alcaldía del municipio de Rio de Oro al sur del departamento del Cesar para el periodo 1988-1990. 
Entre 1991 y 1992, De la Peña trabajó como asesor CORPES para la Región de la Costa Atlántica. En 1991, decidió lanzarse al Concejo Municipal de Río de Oro. De la Peña Márquez fue elegido para el periodo de 1992-1994.
Tras terminar su periodo en el Concejo de Río de Oro, en 1995 De la Peña se postuló para las elecciones regionales a la Asamblea Departamental del Cesar y resultó elegido como diputado para el periodo 1995-1997 por el partido Convergencia Ciudadana. 
En 2005, De la Peña fue gerente general de la empresa Apuestas Unidas S.A. del sector privado, pero que paga impuestos millonarios a la gobernación del Cesar para el sector salud. 

### Representante a la Cámara por Cesar (2006-2010)
El 20 de diciembre de 2007, De la Peña entró a la Cámara de Representantes por el Movimiento Alas Equipo Colombia, en reemplazo del titular Álvaro Morón Cuello, quien había sido capturado por su participación en el escándalo de la Parapolítica el 16 de noviembre. De la Peña obtuvo la curul con 26.725 votos. De la Peña tomó posesión del cargo de Representante a la Cámara el 27 de diciembre de 2007 tras resultar electo. 
Como congresista, De la Peña fue miembro de la Comisión Primera Constitucional Permanente de la Cámara de Representantes y como Vocero del Movimiento Alas Equipo Colombia hasta el 20 de junio de 2010. 
Tras ser demandado por Julián Camilo Rodríguez Arias en el 2009 por "conflicto de intereses" y en la que pidió la pérdida de investidura para De la Peña, se conoció que su familia había tenido fuertes conflictos con la guerrilla del ELN y que por amenazas había tenido que abandonar su residencia en el municipio de Río de Oro, en el departamento del Cesar. De la Peña dijo que tuvo mudarse a vivir a la ciudad de Bucaramanga por las amenazas de la guerrilla.

### Representante a la Cámara por Cesar (2010-2014)
En las elecciones legistaltivas de Colombia de 2010, De la Peña se lanzó con el patrocinio del partido Partido de Integración Nacional (PIN) y resultó elegido. Entró como miembro de la Comisión de Víctimas del Congreso.
De la Peña tiene investigación preliminar por presuntos nexos con grupos armados ilegales, en relación con el escándalo de la Parapolítica.
En julio de 2013, el hijo del congresista De la Peña ocasionó un grave accidente cuando manejaba el auto blindado asignado por el Congreso para el transporte del congresista. La Procuraduría abrió una investigación a De la Peña porque el auto oficial no era para uso de familiares.

### Representante a la Cámara por Cesar (2014-2018)
De la Peña se lanzó nuevamente como candidato a la Cámara de Representantes para las Elecciones legislativas de Colombia de 2014 en las que resultó elegido con 34.566 votos. Durante la campaña, De la Peña hizo alianzas políticas con el candidato al senado del Partido de la U, José Alfredo Gnecco y el gobernador del Cesar Luis Alberto Monsalvo Gnecco para lograr nuevamente la curul. De la Peña fue financiado en parte por empresas del chance con una donación de 70 millones de pesos.
De la Peña fue uno de los seis candidatos que resultaron elegidos por Opción Ciudadana; Rafael Elizalde Gómez (Amazonas), Franklin del Cristo Lozano. (Magdalena), Bayardo Gilberto Betancourt (Nariño), Ricardo Flórez Rueda (Santander) y María Eugenia Triana Vargas (Santander).
Según el portal las2orillas.com, De la Peña y Benjamín Calderón son los socios del negocio de las apuestas en el departamento del Cesar, asociados también a la polémica empresaria del 'chance' Enilse López conocida como ‘La Gata’. La concesión de apuestas fue avalada por el gobierno departamental de Luis Alberto Monsalvo Gnecco, Christian José Moreno Villamizar, Alfredo Cuello Baute y el hijo del exalcalde de Valledupar, Andrés Arturo Fernández. Según el portal, el Clan Gnecco Cerchar creó una estrategia para dividirse el departamento entre sus políticos para así evitar conflicto de intereses, pero que le resta al proceso democrático libre.
De la Peña fue apoyado también en el sur del departamento del Cesar por la familia Cruz, quienes ostentan el negocio de las apuestas en la zona y tienen control político sobre las alcaldías de Gamarra y La Gloria. Según la Fundación Paz y Reconciliación, la zonificación fue ideada por Cielo Gnecco Cerchar, madre del gobernador del Cesar y Primera Gestora Social del departamento, y de las que se habría beneficiado electoralmente De la Peña habrían sido otorgados los municipio de La Jagua de Ibirico, Becerril, Gamarra, La Gloria, Chimichagua, San Martín y Bosconia.
De la Peña entró a formar parte de la Comisión Primera de Cámara de Representantes por el Partido Opción Ciudadana.
En noviembre de 2014, De la Peña fue señalado de ser uno de los congresistas con nexos al narcotraficante Marquitos Figueroa y el controversial exgobernador de La Guajira, Kiko Gómez, junto a Alfredo Cuello Baute, José Alfredo Gnecco, Christian Moreno Villamizar y Antenor Durán.
En las elecciones regionales de 2015, su partido Opción Ciudadana otorgó el aval al candidato Andrés Arturo Fernández, sin el consentimiento de De la Peña quien veía en Fernández pocas opciones de ganar y no contaba con el apoyo del clan Gnecco-Cerchar como podrían tenerlo Jaime González Mejía o Tuto Uhía.